# Stillingia salpingadenia
Stillingia salpingadenia là một loài thực vật có hoa trong họ Đại kích. Loài này được (Müll.Arg.) Huber miêu tả khoa học đầu tiên năm 1906.